# بون تاگز-ان-هارمونی
بون تاگز-ان-هارمونی (انگلیسی: Bone Thugs-n-Harmony) یک گروه رپ و هیپ هاپ آمریکایی می‌باشد که از سال ۱۹۹۱ فعالیت می‌کند.

## آلبوم‌های استودیویی
- Faces of Death (۱۹۹۳)
- E. 1999 Eternal (۱۹۹۵)
- The Art of War (۱۹۹۷)
- BTNHResurrection (۲۰۰۰)
- Thug World Order (۲۰۰۲)
- Thug Stories (۲۰۰۶)
- Strength & Loyalty (۲۰۰۷)
- Uni5: The World's Enemy (۲۰۱۰)
- The Art of War: World War III (۲۰۱۳)
- New Waves (۲۰۱۷)

## جوایز و نامزدی‌ها
این گروه شانزده بار نامزد جوایز مختلفی شده‌است همانند: گرمی، ام‌تی‌وی، جوایز موسیقی آمریکا، سول‌ترین موزیک آواردز.
این گروه از شانزده باری که نامزد جوایز شده، فقط چهار جایزه برنده شده‌است.